# Pontécoulant
Pontécoulant település Franciaországban, Calvados megyében. Lakosainak száma 71 fő (2022. január 1.). Pontécoulant Condé-en-Normandie községgel határos.

## Népesség
A település népességének változása:
| Lakosok száma | 125  | 106  | 105  | 93   | 88   | 83   | 80   | 73   | 70   | 71   |
|               | 1968 | 1982 | 1990 | 2006 | 2013 | 2015 | 2017 | 2019 | 2020 | 2022 |